# Карлик (трактор)
«Карлик», также «Русский трактор» — простейший трактор системы инженера Якова Мамина, который производил завод «Возрождение» в Марксштадте, АССР Немцев Поволжья (ныне город Маркс Саратовской области) в 1924—1928 годах. Основной своей задачей конструктор считал максимальную простоту конструкции, доступность обслуживания машины любому крестьянину и наибольшую ремонтопригодность в условиях кустарной мастерской при недостатке фабричных запчастей. Так, количество деталей в тракторе доведено до 300 (самый простой и дешёвый на тот момент серийный трактор «Фордзон» состоит из 3000 частей при мощности 20 л.с. и массе 1130 кг), в конструкции ходовой части не использовано ни одной отливки, и большая часть деталей пригодна для изготовления кузнечным и слесарным способом.
Вес трактора лишь 75 пудов (1,2 т), что позволяло ему не разрушать простейшие деревянные мосты.

## Устройство

### Двигатель
В тракторе применён хорошо знакомый русской глубинке двухтактный калильный нефтяной двигатель с вертикальным цилиндром и усовершенствованиями Мамина. В частности, повышенная степень сжатия, при которой горячие газы лучше воспламеняются, позволила вместо калильной головки применить простейший запальник — железный палец, который для запуска вывинчивается из цилиндра и накаливается докрасна в горне, размещённом непосредственно на тракторе. Преимущество такой конструкции в том, что запальник, в отличие от обычного калоризатора, не охлаждается окружающей средой, и двигатель не глохнет в холодную или сырую погоду.
Мощность — 12 (у первого экземпляра 10) л. с.>
Число оборотов двигателя — 650 мин−1. Не используется обычный для нефтяных двигателей впрыск воды в цилиндр для регулирования числа оборотов.
Система смазки двигателя — под давлением.
Система охлаждения — пароводяная, без радиатора, вентилятора и насоса, вода охлаждает двигатель, просто испаряясь на цилиндре. Подача воды — самотёком.
Запуск двигателя может быть осуществлён в течение 7 минут.

### Трансмиссия
Максимально упрощена, отсутствует коробка передач, шестерёнчатый дифференциал заменён оригинальным самодействующим от рулевого управления кулачковым механизмом. С вала двигателя момент передаётся на ведущую ось червячным механизмом. Передача одна, задний ход отсутствует. Имеется шкив для использования трактора в качестве стационарного двигателя.

### Ходовая часть и рулевое управление

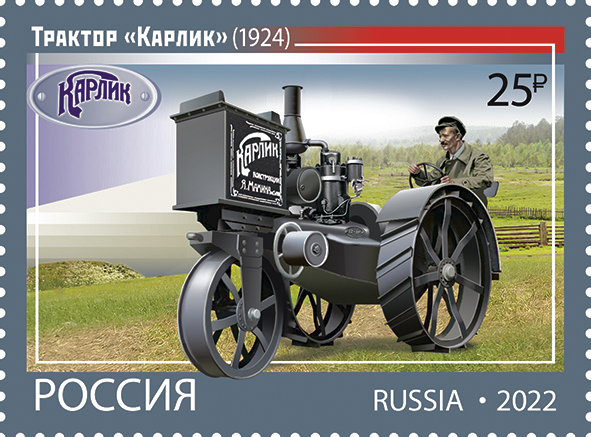
Почтовая марка из серии «История отечественного тракторостроения. Колёсные тракторы». 1924 г.

Шасси из кованых деталей, подвеска трёх колёс — жёсткая. Ведущими являются два задних колеса диаметром более метра, с железными ободами и грунтозацепами. Переднее колесо меньшего диаметра, около 0,7 м, и служит для направления движения трактора при помощи простейшего рулевого механизма. Задние колёса, в отличие от Фордзона, прикрыты крыльями, чтобы не забрасывать тракториста грязью.

## Характеристики
Испытания 10-сильного экземпляра в подмосковье на машиностроительной станции Тимирязевской сельскохозяйственной академии показали, что трактор развивает на крюке тяговую силу 350—400 кГ.
С двухлемешным плужком «Аксай» трактор показал производительность 1,5 га в 10-часовой рабочий день при захвате 53 см, глубине вспашки 15—18 см и средней скорости 2,7—3,5 км/ч. При этом расход сырой нефти составил 23,5 кг/га и смазочного масла 3,6 кг/га.
Стоимость трактора в мелкой серии составила 1.600 рублей, при крупном производстве цену планировали снизить до 900—800 рублей.

## Оценка проекта

### Достоинства
- Простота конструкции и отсутствие сложных в изготовлении (коробки передач, дифференциала) и легко выходящих из строя (радиатор) частей[3].
- Пригодность для ремонта владельцем или деревенским кузнецом[3].
- Использование широко известного и привычного двухтактного калильного двигателя[1].
- Использование чрезвычайно дешёвого низкокачественного топлива, малый ассортимент необходимых смазок (лишь цилиндровое масло для двигателя и любая густая мазь для ходовой части).
- Отсутствие электрооборудования.

### Недостатки
- Одна скорость.
- Центр тяжести смещён к задней оси, из-за чего трактор склонен вставать на дыбы и опрокидываться[2].
- Отсутствует задний ход[2].

## В наши дни
О сохранившихся оригинальных экземплярах трактора не известно. В саратовском Музее Боевой и Трудовой славы на Соколовой горе имеется макет. Другой макет установлен у здания министерства сельского хозяйства Саратовской области на углу улиц Университетской и Большой Казачьей.